# ターゲット (1985年の映画)
『ターゲット』（Target）は、1985年のアメリカ合衆国のアクションスリラー映画。アーサー・ペン監督、ジーン・ハックマン、マット・ディロン出演。

## ストーリー
ホームセンターを経営するウォルター・ロイドは、レーサーになるため大学をやめた一人息子のクリスとの接し方が分からず、言葉を交わすことが少なくなり互いに気まずい状態が続いていた。そんなとき、ウォルターが幾度も旅行の約束をしながらもなかなか連れていってくれないことに痺れを切らした妻のドナは、1人でパリへ観光旅行に行くことを決める。ウォルターは仕事を早めに切り上げたあとクリスがいるレース場を訪れ、彼にドナが4時の飛行機でパリに行くことを伝え一緒に帰宅する。ウォルターとクリスは準備をしていたドナから、気まずい関係を修復して互いに仲良くするよう言われる。そして空港までドナを見送った後2人は帰宅し、ドナから言われたことでこの機会に気まずさを解消しようと考えついたウォルターがクリスを釣りに誘い、クリスもいきなりのことに困惑しながらも誘いを受ける。週末久しぶりに2人で外出したウォルターとクリスは、近況や将来のことなどを話し合いながら釣りを楽しむ。
その夜就寝前のウォルターの元に、ドナが行方不明になったという電話がかかってくる。会話の内容を聞いたクリスも心配し何があったのかをウォルターに尋ねると、アメリカ領事館からドナが旅行団とはぐれて迷子になったという連絡だと話される。だがウォルターの様子がいつもと違うことに気づいたクリスは、彼が本当のことを隠していると確信し問い詰めると、行方不明になってから48時間が経っていることを知らされる。母親の身を案じたクリスはパリに向かうことにし、ウォルターも一緒に行くことを決める。翌日2人はパリに到着し、ウォルターはクリスに領事館へ電話をかけさせに行かせる。しかしその直後ウォルターは謎の男に銃を突きつけられ、ウォルターが誕生日プレゼントとして贈りドナが旅行に行くとき着けていったブレスレットを見せられる。男の用件がドナのことだと知ったウォルターはおとなしく男に従うが、別の眼鏡を掛けた男に撃たれそうになる。間一髪で避けたウォルターだが、弾丸は謎の男に命中し死んでしまう。ウォルターはさりげなく男の身分証と銃を持ち去り、空港で会った女性と話していたクリスと落ち合う。彼によると領事館の担当者が不在のため再度連絡するという。そして2人は宿泊先のホテルへと向かう。
寝ているクリスへ書き置きを残し、ウォルターはアメリカ領事館に行く。領事館の文化部調査室に忍び込んだウォルターは、その場にいた男性にテイバーという人物にデュークが来たことを伝えるよう話し立ち去る。その後尾行されながらどこかへ電話したウォルターは、ホテルに戻りレストランでクリスにドナが迷子になったのではなく誘拐されたと話す。さらにクリスは彼からブレスレットや空港での騒ぎについて隠していたことを話され、ウォルターが隠し事をしていたことに怒る。そこに彼の旧友だというテイバーが現れ、久しぶりの再会を喜ぶ。そしてドナの捜索にテイバーはできる限り協力すると話し、連絡先を渡した後別れる。クリスはウォルターがテイバーからデュークと呼ばれていることに気づき名前を変えたのか尋ねるが、そのとき犯人から連絡がありウォルターは指定された場所に行く。だが突然車からマシンガンで襲撃されたウォルターは、クリスを連れて逃走する。クリスは誘拐犯がウォルターを殺そうとしている理由を尋ねると、彼は昔CIAに所属していたことを告白し、家族ができてからは恐怖を感じてスパイの休止を頼み新しい名前と仕事などを与えてもらったという。

## キャスト
※括弧内はフジテレビ版日本語吹替（初回放送1990年3月10日 『ゴールデン洋画劇場』）
- ウォルター・ロイド/ダンカン（デューク）・ポッター - ジーン・ハックマン（小林修）
- クリス・ロイド/デレク・ポッター - マット・ディロン（江原正士）
- ドナ・ロイド - ゲイル・ハニカット（吉田理保子）
- テイバー - ジョセフ・ソマー（宮田光）
- クレイ - ガイ・ボイド（英語版）（秋元羊介）
- リセ - ヴィクトリア・フョドローヴァ（英語版）（鳳芳野）
- シュローダー - ハーバート・バーゴフ（英語版）（大平透）
- カーラ - イロナ・グルーベル（ドイツ語版）（横尾まり）
- ツアー・ディレクター - ランディ・ムーア
- 眼鏡の男 - ジャン・ポール・デュボワ（英語版）（千田光男）
- 大佐 - リヒャルト・ミュンシュ（ドイツ語版）（中村正）
- ロス - ジェームズ・セルビー
- メイソン - レイ・フライ

## スタッフ
- 監督：アーサー・ペン
- 脚本：ハワード・バーク、ドナルド・ピーターセン（英語版）
- 原案：レナード・B・スターン（英語版）
- 製作：デヴィッド・ブラウン、リチャード・D・ザナック
- 製作総指揮：バーナード・ソフロンスキー
- 撮影監督：ジャン・トゥルニエ
- プロダクションデザイナー：ウィリー・ホルト
- 編集：スティーヴン・A・ロッター（英語版）、リチャード・P・チリンチオーネ
- 衣裳デザイン：マリー＝フランソワーズ・ペロション
- 音楽：マイケル・スモール

日本語版スタッフ
- 日本語字幕：岡枝慎二